# ساپان کیوکی زاتسوروکو
ساپّان کیوکی زاتسوروکو (به ژاپنی: 薩藩旧記雑録) کتابی است که در اواخر دوره ادو تا دوره میجی خلاصه و گردآوری شده‌است. این کتاب یادداشت‌های ملازم‌های خاندان شیمازو خاندان ارباب و دایمیوی قلمروی ساتسوما از دوره کاماکورا تا دوره میجی است. این کتاب یکی از منابع بسیار مهم تاریخی در مورد قلمروی ساتسوما است.
ایچیجی سوئه‌یوشی (۱۷۸۲–۱۸۶۷) مأمور ضبط رویدادهای قلمروی ساتسوما در دوره بونسی (دوره) شروع به جمع‌آوری و کپی اسناد خاندان‌های داخل ساتسوما را شروع کرد. همین کار وی پایه و مواد به وجود آمدن کتاب را به وجود آورد. پس از وی پسرش کار وی را ادامه داد تا بالاخره در سال ۱۸۹۷ کار نوشتن کتاب به پایان رسید.